# Peter Jensen (Politiker, 1824)
Peter Jensen (* 2. April 1824 in Ausacker; † 2. August 1889 ebenda) war ein deutscher Politiker.

## Leben und Wirken
Peter Jensen war der Sohn eines gleichnamigen Gutshofbesitzers (* 4. Mai 1792 in Ausacker; † 30. Oktober 1868 ebenda) und dessen Ehefrau Ingeborg Maria, geborene Jacobsen (10. Oktober 1803 in Esgrus-Schauby; † 26. Juni 1873 in Ausacker), die das Pseudonym „Die Kluge“ hatte. Vorfahren der Familie sind in der Gegend erstmals 1625 genannt.
Jensen besuchte eine Schule in Ausacker und nahm im Alter von 14 Jahren eine Landwirtschaftsausbildung bei dem Theologen N. P. Hoeck in Mohrkirch-Osterholz auf, die zwei Jahre dauerte. Danach ging er nach Schweden, um sich fortzubilden. Anschließend erwarb er eine Landstelle in Maasbüll. Später arbeitete er im väterlichen Hof mit.
Am 17. März 1856 rief Jensen mit anderen Bauern den „Angler Landwirtschaftlichen Verein“ ins Leben, den er selbst leitete. Zu Testzwecken setzte er erstmals künstlichen Dünger ein und empfahl diesen anderen Landwirten. Außerdem gründete er den „Husbyer Kommunalverein“ und übernahm 1864 dessen Vorsitz. Er vertrat die Interessen der Einwohner der Region.
Seit 1854 amtierte Jensen darüber hinaus als Vorsitzender des „Nordangler Lesevereins“. Der Vereinszweck bestand darin, den Bürgern Zugang zu landwirtschaftlichen und populärwissenschaftlichen Werke zu verschaffen. Außerdem gründete er die „Angler Winter-Wanderschule“ mit. Aus dieser Bildungseinrichtung entstanden später Landwirtschaftsschulen und landwirtschaftliche Beratungsstellen.
1864 begann Jensen aktiv, den Anschluss der Herzogtümer Schleswig und Holstein als eigene preußische Provinz voranzutreiben, der 1867 vollzogen wurde. Anschließend engagierte er sich für die Fusion der regionalen Landwirtschaftsvereine zum „Generalverein Schleswig-Holstein“, dem sich auch der „Holsteinische Landwirtschaftliche Generalverein“ anschloss. Darüber hinaus gründete er die „Milchwirtschaftliche Versuchsstation“ des Schleswig-Holsteinischen Generalvereins mit, aus der die spätere Bundesanstalt für Milchforschung entstand. Außerdem initiierte er 1875 die Einstellung eines „Meiereikonsulenten“.
Von 1873 bis 1876 gehörte Jensen dem Landesökonomiekollegium an. 1876 vertrat er seinen Kreis im Preußischen Landtag. Dabei engagierte er sich für die Interessen seiner Mitbewohner und arbeitete in mehreren Fachkommissionen mit. In Fragen der Staats- und Handelspolitik beschäftigte er sich insbesondere damit, im Bereich des Zollwesens volkswirtschaftliche Aspekte darzustellen.
Im Kreistag setzte sich Jensen für neue, kostengünstige Transportmittel und Absatzwege für landwirtschaftliche Produkte ein. Daher stellte er 1882 den entscheidenden Antrag, eine Schmalspurbahn von Flensburg nach Kappeln zu bauen. Nach der Baugenehmigung 1884 konnte die Strecke am 1. Juli 1886 erstmals befahren werden.
Jensen war verheiratet mit Sophie Hansen (* 28. August 1822 in Treia; † 13. Dezember 1920 in Ausacker), deren Vater Lars Hansen ein Lehrer und Botaniker in Husby war. Das Ehepaar hatte vier Töchter und den Sohn Peter (1856–1941), der ein Landesökonomierat wurde.